# Superputeri emergente
Se speculează că mai multe state au devenit, sau sunt pe cale să devină, superputeri în secolul 21. În general se consideră că numai Statele Unite sunt o superputere la ora actuală. Dintre țările și entitățile cele mai des menționate ca potențiale superputeri se numără China, India, Rusia și Uniunea Europeană. Predicțiile de acest gen însă nu se adeveresc întotdeauna: spre exemplu, în anii 1980, mulți analiști politici și economici susțineau că Japonia va căpăta statutul de superputere, datorită populației sale mari, a PIB-ului extrem de mare și a creșterii economice rapide de la acel moment, dar previziunea s-a dovedit a fi falsă. Același tip de predicție fusese făcută în legătură cu Brazilia în anii 2000, care s-a dovedit a fi, de asemenea, falsă. 